# John King Fairbank
Pour les articles homonymes, voir Fairbank.
John King Fairbank (né le 24 mai 1907 à Huron, dans le Dakota du Sud, aux États-Unis et mort le 24 septembre 1991  à Cambridge, dans le Massachusetts) est un historien et un universitaire américain, spécialiste de la Chine.
Il passe la plus grande partie de sa carrière à l'université Harvard, où il fonde le Center for East Asian Research, devenu depuis le Fairbank Center for East Asian Research. Sinologue dont l'influence a été prépondérante dans la formation de la sinologie aux États-Unis, il s'intéresse beaucoup aux relations entre l'Occident et la Chine et écrit plusieurs livres de synthèse sur la Chine ou l'Asie de l'Est. Il influence également des responsables politiques et joue ainsi un rôle dans la reconnaissance de la république populaire de Chine par les États-Unis.
Boursier Rhodes et boursier Guggenheim, il a été membre de l'Académie américaine des arts et des sciences et de la Société américaine d'histoire.
En Chine, il est connu sous son appellation chinoise, Fei Zhengqing (费正清 ; pinyin : Fèi Zhèngqīng ; Wade-Giles : Fei Chêng-Ch’ing).

## Biographie
Né à Huron, dans le Dakota du Sud en 1907, John King Fairbank est l'enfant unique d'Arthur Boyce Fairbank, un avocat, et Lorena King, diplômée de l'université de Chicago en 1903. Il effectue ses études à la Phillips Exeter Academy et à l'université du Wisconsin, avant d'arriver à l'université Harvard, où il est diplômé en 1929.
À Harvard, il prend connaissance de la publication récente d'archives secrètes à Pékin, ce qui déclenche chez lui l'envie de mener une tâche d'envergure, les relations entre la Chine et l'Occident, avec en perspective la Grande Guerre de 1914-1918.
Il décide donc de se rendre en Chine dès 1932 et y passe cinq années décisives. Les recherches de doctorat qu'il y mène, Trade and Diplomacy on the China Coast, mettent en lumière les composantes historiques proprement chinoises et non seulement occidentales dans l'établissement des ports commerciaux chinois. Dans le même ordre d'idées, il défend par la suite le caractère chinois de la révolution qui y a lieu, loin d'être une importation d'idées occidentales clé en main.
À son retour aux États-Unis en 1936, avec sa femme, Wilma D. Cannon, épousée à Pékin, il est nommé professeur d'histoire à l'université Harvard. Il met alors en place un programme d'études sur la Chine moderne, qui reste une des références mondiales en sinologie[réf. nécessaire].
Peu de temps avant sa mort, il achève la rédaction du manuscrit de son dernier ouvrage, China: a New History.

### Publications
liste partielle
- 1997 : La Grande Révolution chinoise, 1800 - 1989, Champs Flammarion
- 1987 : China watch, Harvard University Press, 1987,  (ISBN 0674117654),  (ISBN 9780674117655)
- 2010 : Histoire de la Chine - Des origines à nos jours (avec Merle Goldman), Tallandier